# Madina do Boé
Madina do Boé (meist kurz Boé; seltener Madina Boé, Medina de Boé) ist eine Ortschaft in der südöstlichen Region Gabú in Guinea-Bissau mit 73 Einwohnern (Stand 2009).
Boé ist zudem ein Verwaltungssektor mit einer Fläche von 3287,8 km² und 10.878 Einwohnern (Stand 2007).
Boé war 1973/1974 kurzzeitig Hauptstadt des Landes.

## Geographie und Klima
Der Landkreis (Sektor) Madina do Boé liegt in der Region Gabú im Osten Guinea-Bissaus, nicht weit von der Grenze zum Nachbarland Guinea entfernt.
Die für Guinea-Bissau ungewöhnlich trockene Landschaft wird von Savanne geprägt. Insbesondere verschiedene Flussläufe ermöglichen dennoch eine teilweise üppige Flora, zu nennen insbesondere das Gebiet des Complexo Dulombi, Boé e Tchetche, das heute zu den Naturschutzgebieten Guinea-Bissaus gehört und aus dem zwei Nationalparks entstehen sollen.
Die durchschnittliche Jahrestemperatur im Sektor beträgt etwa 25 °C. Am Tag liegen die Temperaturen meist zwischen 30 und 33 °C, nachts zwischen 18 und 23 °C.
Die Ortschaft befindet sich 76 m über dem Meeresspiegel. Weiter südlich steigt das Land weiter zu den Colinas do Boé an, der höchsten Erhebung Guinea-Bissau. Hinter der Grenze in Guinea steigt das Land weiter zum Fouta-Djallon-Bergland auf.
Madina do Boé ist etwa 150 km von der guinea-bissauischen Hauptstadt Bissau entfernt. Orte in der näheren Umgebung sind z. B. Sare Ussamane (3 km entfernt), Sebere Dandun (4 km entfernt) und Bantanja (4 km entfernt).

## Geschichte
Im Verlauf des Portugiesischen Kolonialkriegs, der in Guinea-Bissau von 1963 bis 1974 dauerte und hier besonders intensiv geführt wurde, zog sich Anfang Februar 1969 die portugiesische Armee aus dieser Gegend vor den Angriffen der Unabhängigkeitsbewegung PAIGC zurück. 47 portugiesische Soldaten starben, als sie den Rio Corubal bei Ché Ché (Cheche) überquerten. Das Unglück blieb unvergessen und ist bis heute Gegenstand von Dokumentarfilmen in Portugal geblieben.
Im Juli 1973 traf sich die PAIGC in Fulamor (der östliche Teil von Madina do Boé). Am 24. September 1973 wurde in Madina do Boé einseitig die Unabhängigkeit Guinea-Bissaus von Portugal erklärt. Von da an war sie bis zur international anerkannten Unabhängigkeit am 10. September 1974 Hauptstadt von Guinea-Bissau. Zuvor und danach war dies die heutige Hauptstadt Bissau.

## Bevölkerung
Im Dorf Madina do Boé leben 73 (Stand 2009) und in der Umgebung (Radius ca. 7 km) etwa 722 Menschen. Im gesamten Sektor von Madina do Boé leben 10.878 Menschen.
Sie gehören überwiegend der Ethnie der Fulbe (portugiesisch: Fula) an. Die Mehrheit bekennt sich zum Islam und lebt in kleinen Dörfern.

## Gliederung
Der Sektor Madina de Boé umfasst insgesamt 83 Ortschaften, ganz überwiegend ländliche Dörfer (Tabancas). Zu den bedeutendsten Ortschaften im Sektor zählen (Stand 2209):
- Beli (870 Einwohner)
- Bouloubã (Cumbia) (274 Einwohner)
- Capebande (317 Einwohner)
- Dandum (486 Einwohner)
- Guiledje (522 Einwohner in drei Dörfern)
- Madina do Boé (73 Einwohner)
- Santa Saré (384 Einwohner)
- Tchetché (auch Ché Ché oder Cheche, 299 Einwohner)
- Vendu Leide (353 Einwohner)

## Wirtschaft und Verkehr
Die Region gilt als ärmster Teil des Landes. Landwirtschaft und besonders Viehwirtschaft (Rinder, Ziegen), dazu Fischfang in den Flussläufen bilden im Wesentlichen die von Selbstversorgung bestimmte Wirtschaft im Sektor.
Nach dem Fund von Bauxitvorkommen im Sektor Boé schloss die Regierung Guinea-Bissaus im Jahr 2007 einen Vertrag mit der halbstaatlichen angolanischen Minengesellschaft Angola Bauxite zur Schaffung einer Mine mit einer jährlichen Förderkapazität von 3 Mio. Tonnen. Durch innenpolitische Krisen Guinea-Bissaus und Neuverhandlungen wurde der Vertrag jedoch noch nicht umgesetzt. Die neue Regierung Guinea-Bissaus empfindet den ursprünglichen Vertrag als unfair, da nur 10 % der Einnahmen an Guinea-Bissau und 90 % an das angolanische Unternehmen gehen sollen. Der Bau des Verladehafens in Buba, über den das Bauxit verschifft werden sollte, wurde als Teil des Vertrages bisher ebenso wenig abgeschlossen.
Boé ist nur schlecht durch Straßen erschlossen. So ist die wichtigste Straße zur 33 km entfernten Regionalhauptstadt Gabú eine Lehmpiste, die in der Regenzeit etwa zwischen Mai und Oktober meist nicht durchgehend befahrbar ist.
Auch über einen Flugplatz verfügt der Sektor nicht.

## Söhne und Töchter der Stadt
- Mário Silva (* 1961), portugiesischer Mittelstreckenläufer
- Mamadú Iaia Djaló (1962–2021), Politiker